# Промјенљива (програмирање)
У програмирању, варијабла или промјенљива (како се чешће назива) означава именовану меморијску локацију која је подобна за складиштење одређеног податка. За разлику од истоименог појма у математици, промјенљива у програмирању није апстрактан појам већ у сваком тренутку извршења програма садржи тачно одређену, конкретну вриједност која се у сваком тренутку може замијенити другом.

## Тип промјенљиве
У зависности од програмског језика, промјенљива може имати свој тип, односно уз њу се може везивати и информација о типу податка каквог може чувати. Виши програмски језици, нарочито скриптни, попут PHP-а, Јаваскрипта, језика љуски итд. не подржавају типове промјенљивих, док већина других, попут C-а, C++-а, Јаве, Паскала и других имају јасно изражене и ограничене типове промјенљивих.
Тип промјенљиве одређује какав тип податка дата промјенљива може садржати. Већина језика који подржавају типове података разликују основне (цјелобројне, реалне, кратке, дуге, бројчане, словне итд.) и структуралне (структуре, класе итд.). Одређени језици садрже и додатне, специјалне, типове промјенљивих - показиваче и/или референце (нпр. C познаје само показиваче, C++ и показиваче и референце, PHP само референце, док одређени језици попут Јаваскрипта и Јаве гледају на све променљиве као на референце).
Међу језицима који имају типове података разликујемо строго типизиране и слабо типизиране. Строго типизирани језици не дозвољавају изразе у којима се појављују оператори са операндима непредвиђеног типа, као ни позивање функција са аргументима непредвиђеног типа (Паскал). Слабо типизирани, међутим, дозвољавају овакве изразе, али само у ситуацијама у којима постоји унапред дефинисан ланац трансформација којима се дата промјенљива може трансформисати у промјенљиву већ предвиђеног типа (C, C++).